# Hatfield (Minnesota)
Hatfield es una ciudad ubicada en el condado de Pipestone en el estado estadounidense de Minnesota. En el Censo de 2010 tenía una población de 54 habitantes y una densidad poblacional de 7,56 personas por km².

## Geografía
Hatfield se encuentra ubicada en las coordenadas 43°57′13″N 96°11′20″O / 43.95361, -96.18889. Según la Oficina del Censo de los Estados Unidos, Hatfield tiene una superficie total de 7.14 km², de la cual 7.14 km² corresponden a tierra firme y (0.04%) 0 km² es agua.

## Demografía
Según el censo de 2010, había 54 personas residiendo en Hatfield. La densidad de población era de 7,56 hab./km². De los 54 habitantes, Hatfield estaba compuesto por el 100% blancos, el 0% eran afroamericanos, el 0% eran amerindios, el 0% eran asiáticos, el 0% eran isleños del Pacífico, el 0% eran de otras razas y el 0% pertenecían a dos o más razas. Del total de la población el 0% eran hispanos o latinos de cualquier raza.